# Erik Puchel
Erik Puchel (ur. 15 maja 1996) – czeski piłkarz występujący na pozycji pomocnika w zespole MFK Karviná.